# Terra dos Mortos
Land of the Dead (bra: Terra dos Mortos; prt: Terra dos Mortos, ou Alvorada dos Mortos) é um filme canado-franco-estadunidense de 2005, dos gêneros terror, ação, ficção científica e aventura, escrito e dirigido por George A. Romero.

## Sinopse
Depois que os zumbis dominaram o mundo, pessoas poderosas passaram a explorar os menos favorecidos cobrando caro por um espaço em locais seguros. Enquanto isso, um grupo de "lixeiros" sai na captura dos monstros antes que evoluam e se tornem piores.

## Elenco
- Simon Baker como Riley Denbo
- John Leguizamo como Cholo DeMora
- Dennis Hopper como Paul Kaufman
- Asia Argento como Slack
- Robert Joy como Charlie Houk
- Eugene Clark como zumbi "paizão"
- Joanne Boland como menino bonito
- Tony Nappo como Foxy
- Jennifer Baxter como zumbi número 9
- Boyd Banks como zumbi açougueiro
- Jasmin Geljo como zumbi com tamborim
- Maxwell McCabe-Lokos como Mouse
- Tony Munch como âncora
- Shawn Roberts como Mike
- Pedro Miguel Arce como Pillsbury
- Sasha Roiz como Manolete
- Krista Bridges como Motown
- Bruce McFee como Mulligan
- Phil Fondacaro como Chihuahua
- Alan van Sprang como Brubaker
- Peter Outerbridge como Styles
- Gene Mack como Knipp
- Devon Bostick como Brian
- Simon Pegg e Edgar Wright como zumbi posando para fotos
- Tom Savini como zumbi com machadinha
- Gregory Nicotero como zumbi na ponte